# اسخیدام

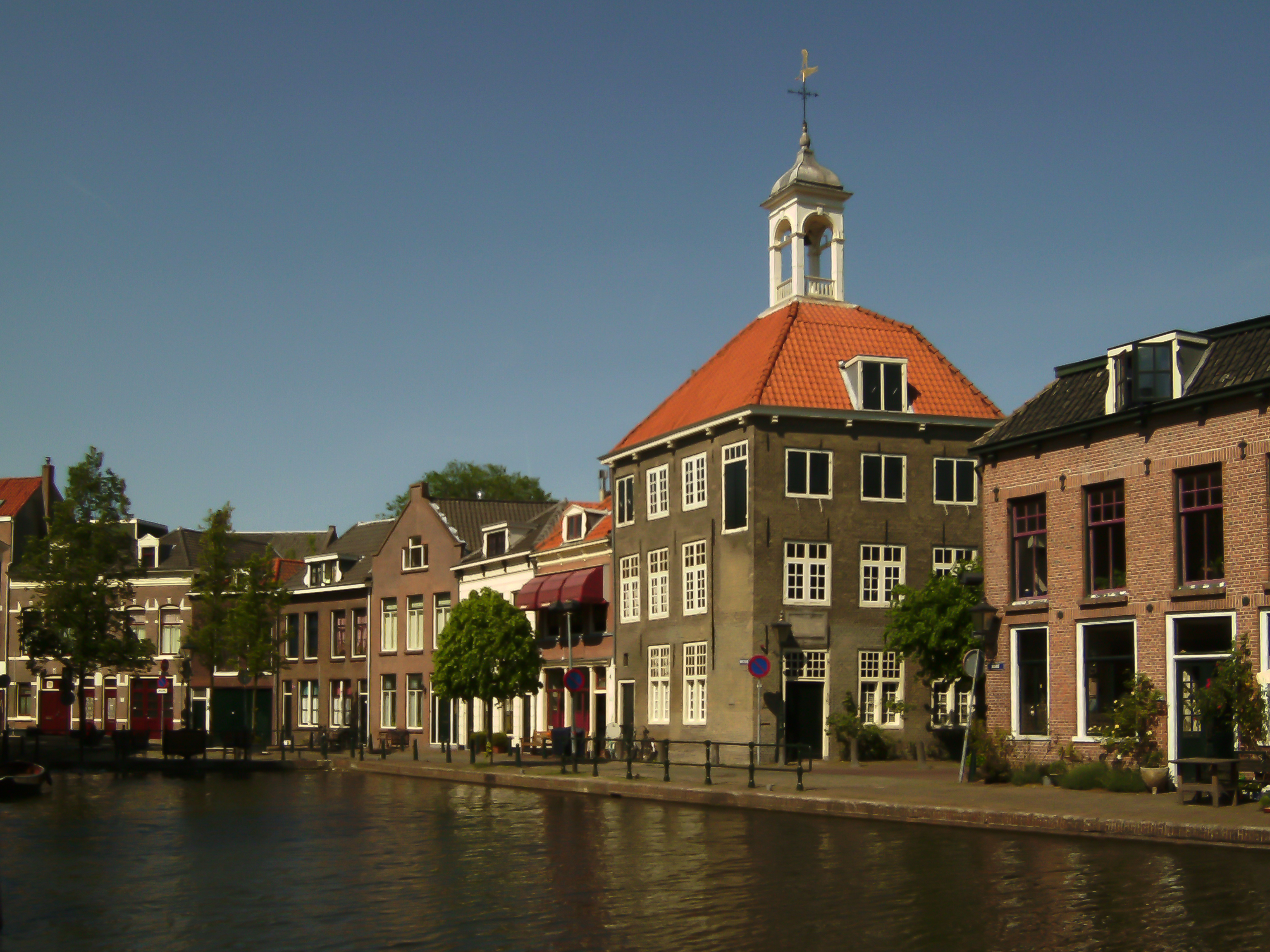
اسخیدام - کانال‌های آب

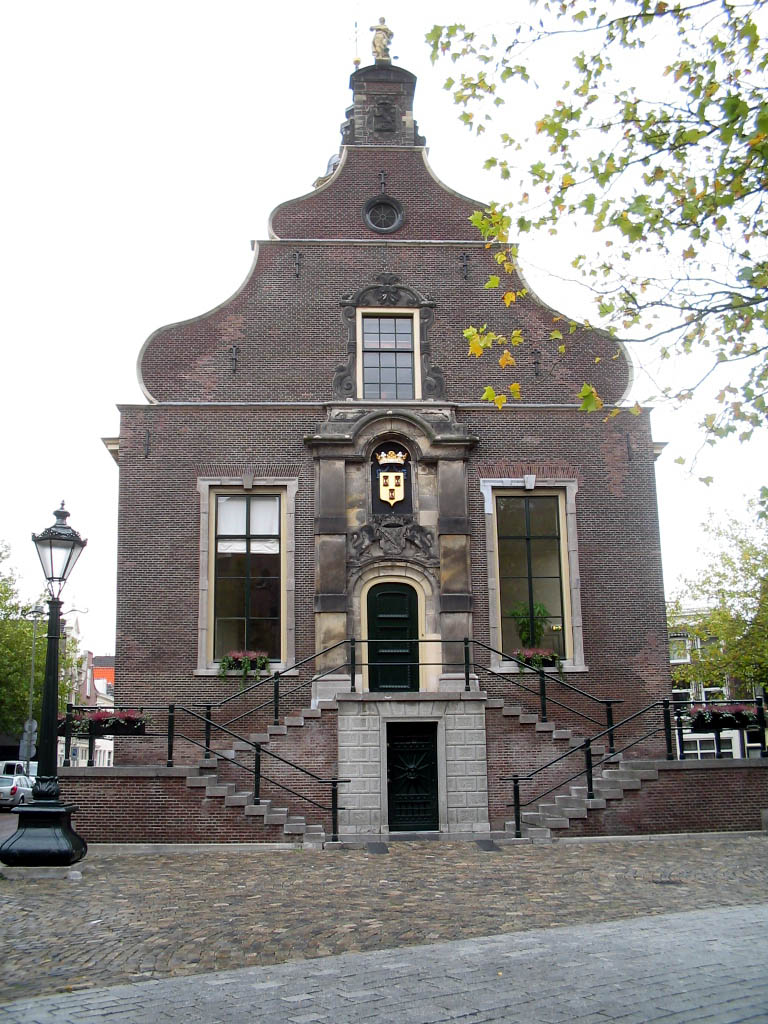
تالار قدیمی شهر

پرچم اسخیدام

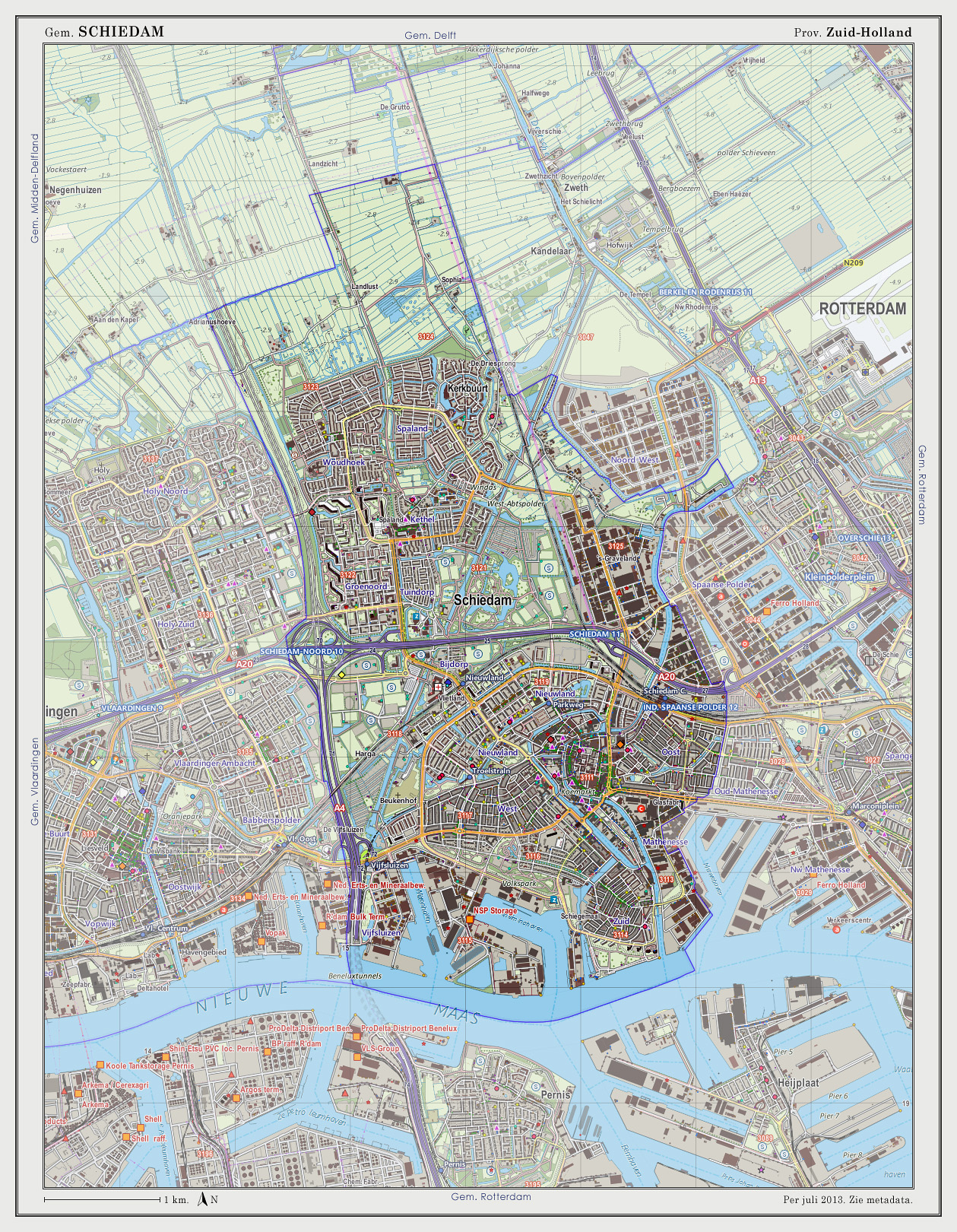
نقشه توپوگرافی هلند - شهر اسخیدام - ماه ژوئیه سال 2013

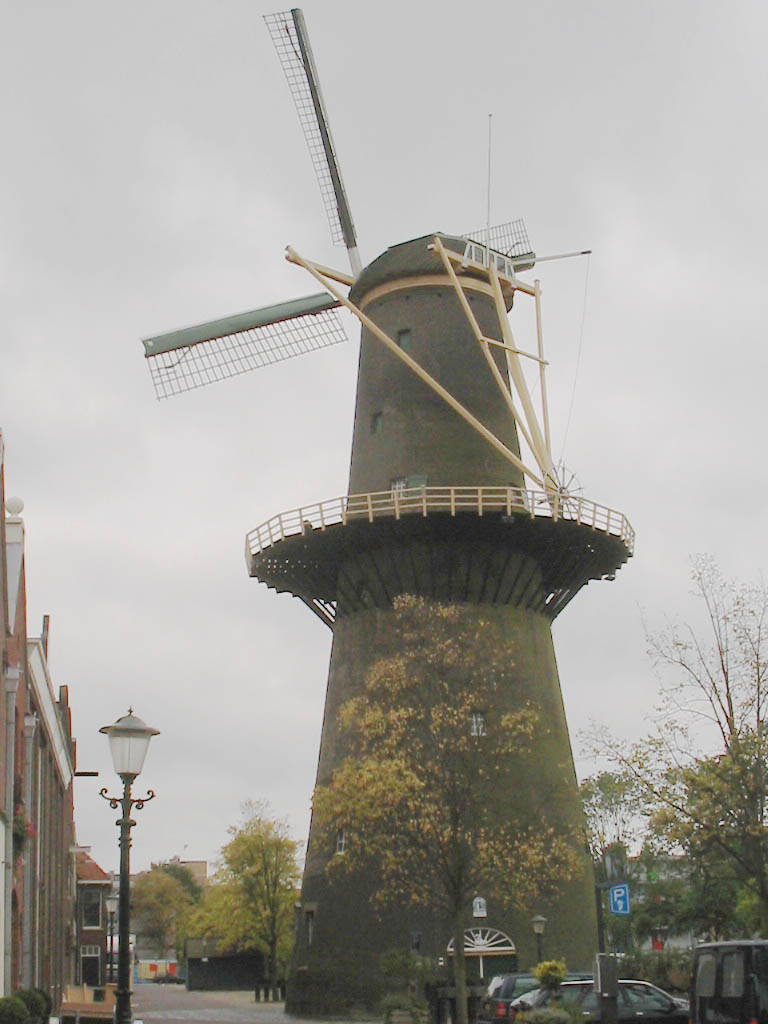
آسیاب بادی در شهر اسخیدام

شهر اسخیدام به هلندی Schiedam ([sχiˈdɑm] ())
در هلند جنوبی کشور هلند واقع شده‌است. 
جمعیت این شهر  76,405 نفر  است.
اسخیدام برای مراکز تاریخی شهر دارای کانال‌های آب و بلندترین آسیاب‌های بادی در جهان شهرت دارد .
این شهر همچنین به خاطر وجود معروفترین قدیسه هلندی   "  لیدوینا"  ( Lidwina ) دارای اعتبار و شهرت می‌باشد ( آثار تاریخی باقی‌مانده مربوط به این قدیسه در اسخیدام قرار دارد ) -  لیدوینا در سن ۱۶ سالگی به همراه دوستانش و البته با اصرار آن‌ها برای اسکیتینگ روی یخ می‌رود ، و دچار حادثه می گردد که منجر به زمین گیر شدن ایشان در تمام زندگی شان می گردد .

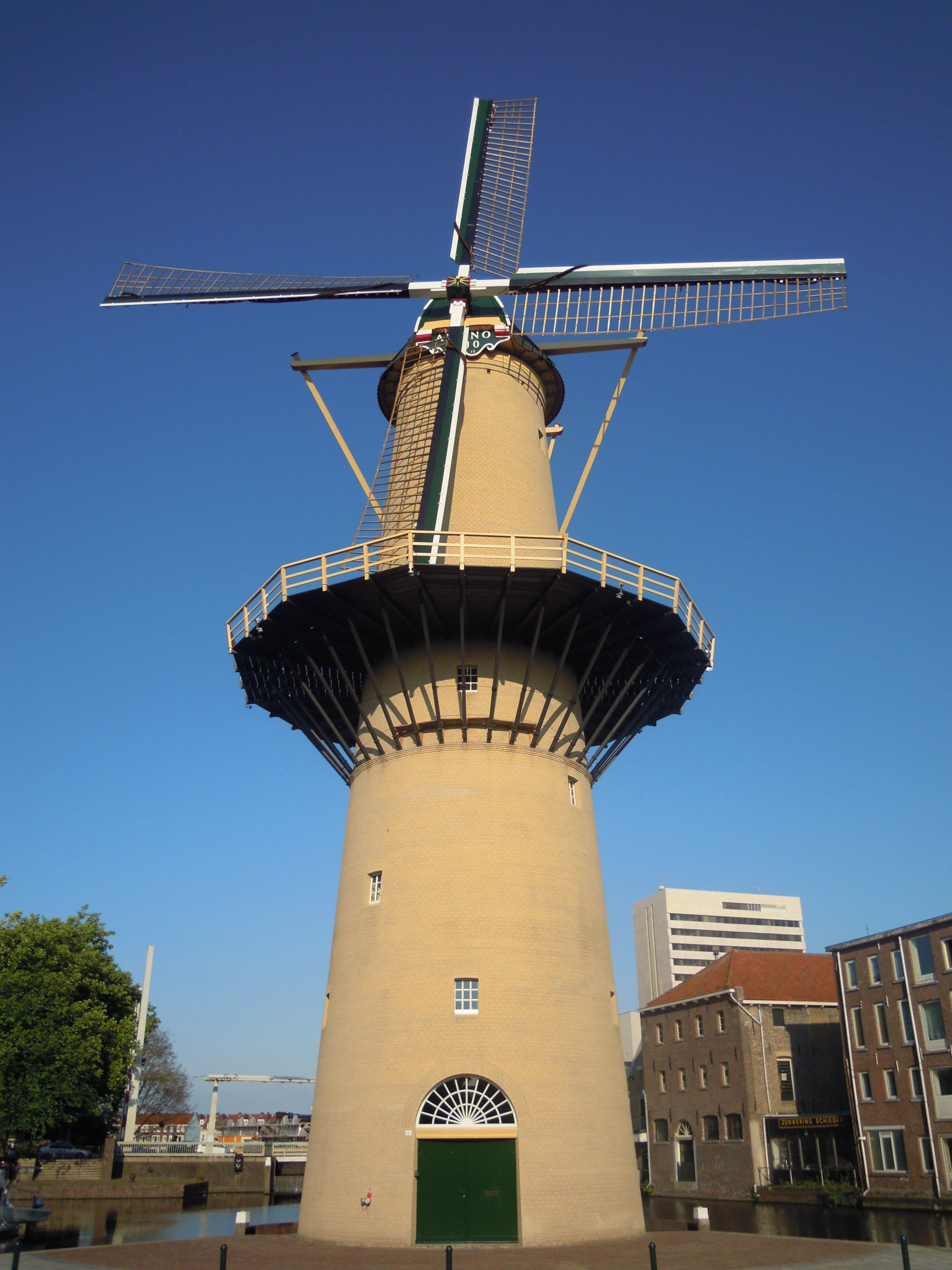
آسیاب بادی Kameel در اسخیدام

## جغرافیا
اسخیدام در هلند جنوبی  ،  در نزدیکی میان روتردام ( شرق )  ، میدن دلفند  ( شمال ) ،والاردینگن ( غرب ) و رودخانه نیووی ماس ( جنوب ) واقع شده‌است.

## جمعیت‌شناسی
- سال  ۱۹۹۰ -   جمعیت    ۶۹/۴۱۷  نفر
- سال ۱۹۹۵  -   جمعیت    ۷۳/۴۸۰  نفر
- سال ۲۰۰۰  -   جمعیت    ۷۵/۵۸۹  نفر
- سال ۲۰۰۵  -   جمعیت    ۷۵/۴۸۹  نفر
- سال ۲۲۱۰ -  جمعیت    ۷۵/۵۶۵  نفر
- سال ۲۰۱۳ -  جمعیت    ۷۶/۲۱۶  نفر

## تاریخچه
- اسخیدام تقریباً" به همان گونه‌ای که همسایه بزرگش روتردام تأسیس گردید ، ایجاد شد .

## ورزش
رایج‌ترین و همگانی‌ترین ورزش‌ها در شهر اسخیدام ؛  فوتبال و هاکی روی چمن  می‌باشند . کریکت در اسخیدام نسبت به دیگر شهرهای هلند دارای محبوبیت بیشتر است .

## اقتصاد و تجارت
شرکت   اس‌بی‌ام آفشور ،  یک گروه بین‌المللی هلندی است ، که در زمینه صنعت نفت و گاز، فعالیت دارد.
ساختمان مرکزی این شرکت، در شهر اسخیدام کشورهلند واقع شده‌است.